# 郑学选
郑学选（1966年4月—），男，汉族，中华人民共和国政治人物，现任中国共产党第二十届中央委员会候补委员，中国建筑集团有限公司董事长、党组书记。